# 五日町駅
五日町駅（いつかまちえき）は、新潟県南魚沼市五日町にある、東日本旅客鉄道（JR東日本）・日本貨物鉄道（JR貨物）上越線の駅である。

## 歴史
- 1923年（大正12年）11月18日：国鉄上越北線（現：上越線）浦佐駅 - 塩沢駅間の開通と同時に開業[2]。
- 1959年（昭和34年）9月27日：伊勢湾台風による暴風の影響を受け、未明に駅舎が全壊[3]。同年12月に駅舎をすべて建て替え[注 1]（現駅舎）。
- 1970年（昭和45年）12月15日：専用線発着を除く貨物の取り扱いを廃止[1]。
- 1974年（昭和49年）5月20日：セメントターミナル五日町営業所を開所。
- 1984年（昭和59年）2月1日：荷物の取り扱いを廃止[1]。
- 1987年（昭和62年）4月1日：国鉄分割民営化により、JR東日本・JR貨物の駅となる[1]。
- 2006年（平成18年）3月18日：貨物列車の設定が廃止。
- 2014年（平成26年）7月1日：無人化。浦佐駅自駅単独管理に伴い、管理駅を越後湯沢駅に変更。

## 駅構造
単式ホーム2面2線のホームを有する地上駅で、ホーム間は跨線橋で連絡している。かつては1番線と3番線の間に2番線の中線があったが、現在は廃止されている。
越後湯沢駅が管理する無人駅である。2014年（平成26年）6月30日までは浦佐駅が管理する業務委託駅で、出札窓口や自動券売機が設置されていた。また、貨物駅という側面から、JR東日本とJR貨物の発足からしばらくはJR東日本が直営駅として駅長を配置する一方、JR貨物が出札窓口と改札業務を運営した時期があった。

### のりば
| 番線 | 路線    | 方向 | 行先                 |
| ---- | ------- | ---- | -------------------- |
| 1    | ■上越線 | 下り | 小出・長岡方面       |
| 3    | ■上越線 | 上り | 六日町・越後湯沢方面 |

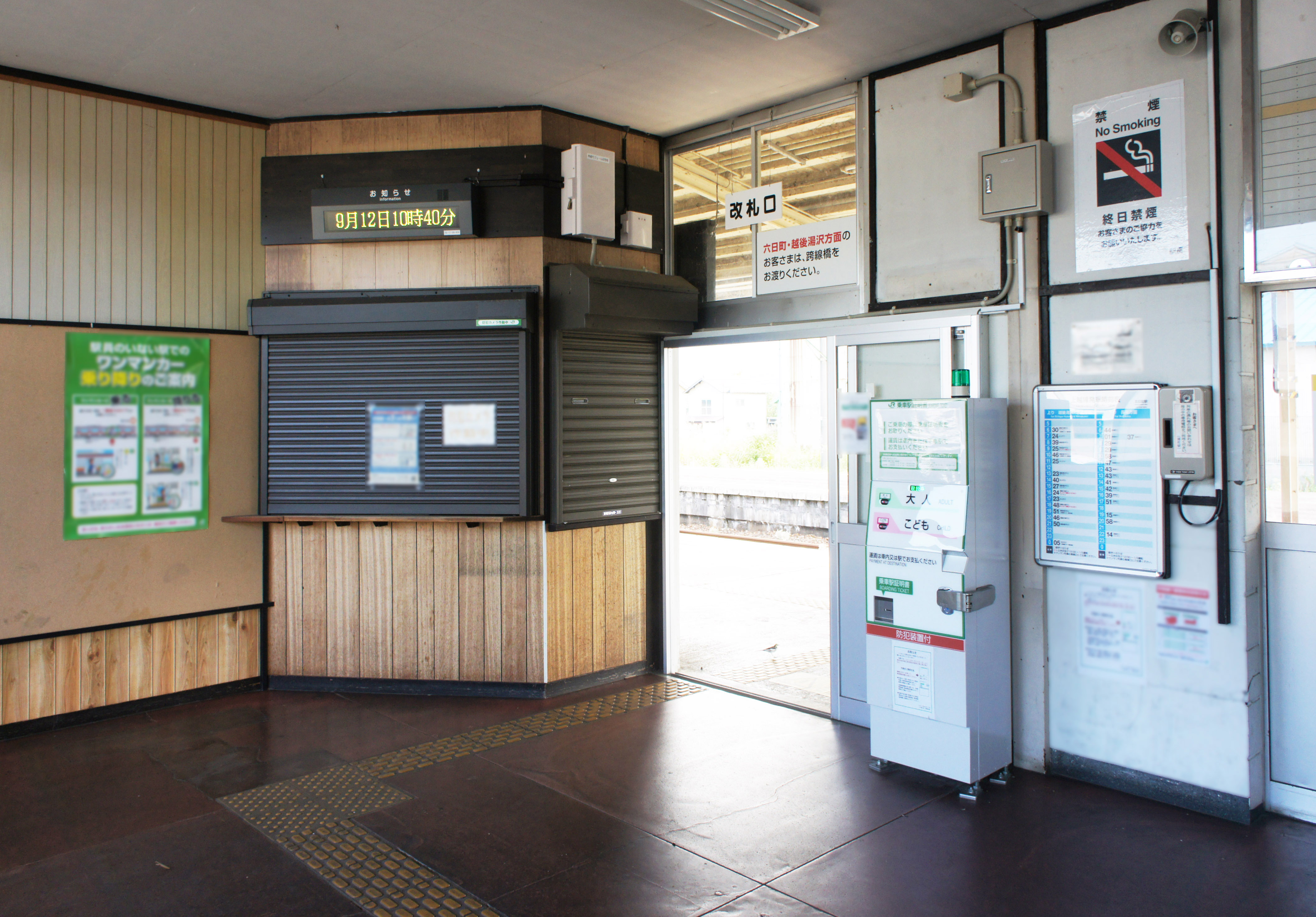
改札口（2021年9月）
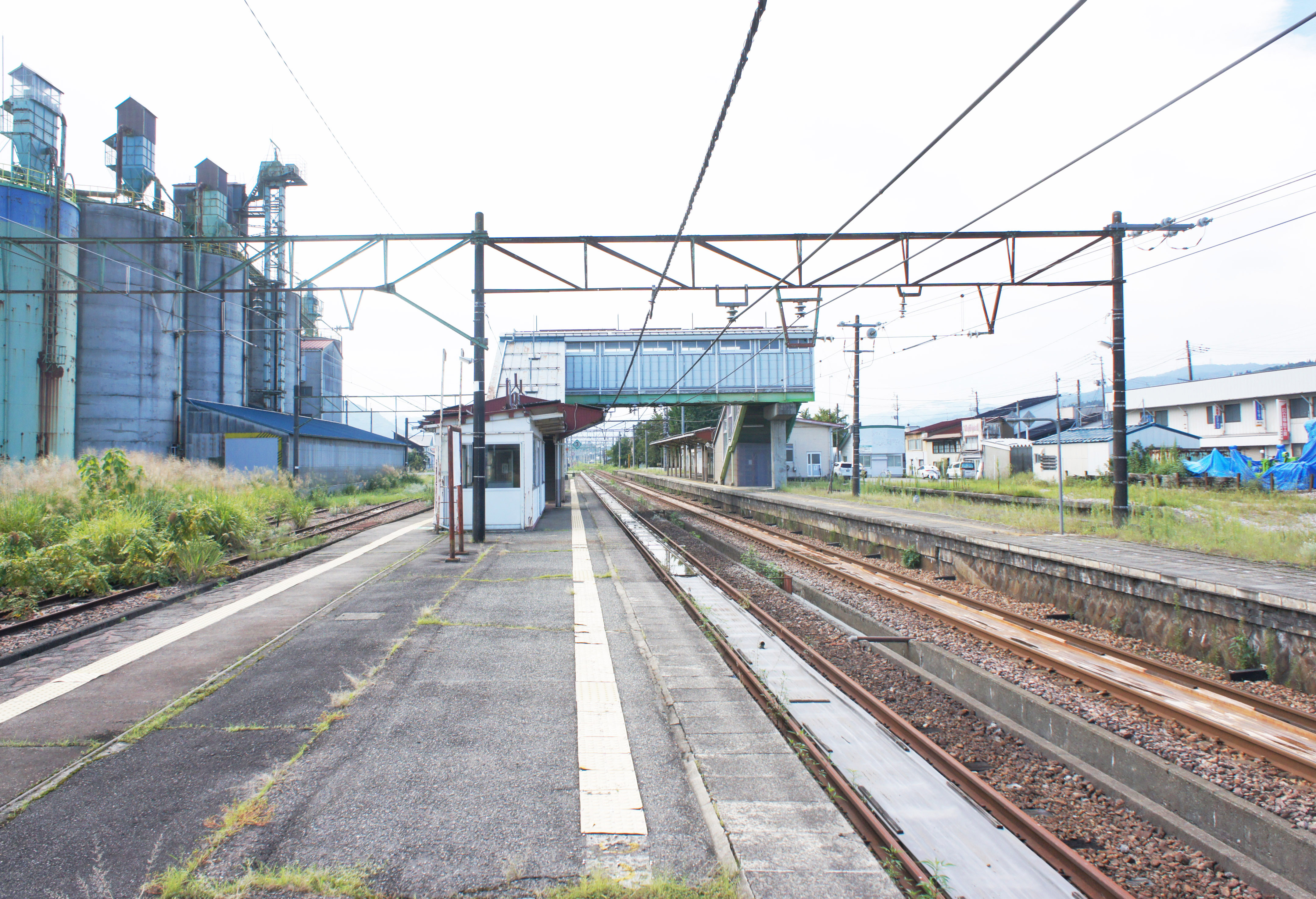
ホーム（2021年9月）

## 貨物取扱
JR貨物の駅は2018年（平成30年）現在、臨時車扱貨物の取扱駅となっており定期貨物列車の発着はなくなっている。
駅構内の東側（裏側）にセメントターミナル五日町営業所が、駅北側には住友大阪セメント五日町サービスステーションが設置され、それぞれの専用線を利用して青海駅からセメント輸送が行われていたが、前者は2006年（平成18年）に、後者は2001年（平成13年）3月に廃止された。
1997年（平成9年）3月までは、セメントターミナル五日町営業所の斜め向かいにあった日本石油五日町油槽所への石油が沼垂駅から輸送されていた。現在は2区画に分割され、地元企業などの工場になっている。

## 利用状況
JR東日本によると、2000年度（平成12年度）- 2013年度（平成25年度）の1日平均乗車人員の推移は以下のとおりであった。
| 1日平均乗車人員推移 | 1日平均乗車人員推移 | 1日平均乗車人員推移 | 1日平均乗車人員推移 | 1日平均乗車人員推移 |
| 年度                | 定期外              | 定期                | 合計                | 出典                |
| ------------------- | ------------------- | ------------------- | ------------------- | ------------------- |
| 2000年（平成12年）  |                     |                     | 351                 | [ 利用客数 1 ]      |
| 2001年（平成13年）  |                     |                     | 364                 | [ 利用客数 2 ]      |
| 2002年（平成14年）  |                     |                     | 351                 | [ 利用客数 3 ]      |
| 2003年（平成15年）  |                     |                     | 311                 | [ 利用客数 4 ]      |
| 2004年（平成16年）  |                     |                     | 276                 | [ 利用客数 5 ]      |
| 2005年（平成17年）  |                     |                     | 269                 | [ 利用客数 6 ]      |
| 2006年（平成18年）  |                     |                     | 267                 | [ 利用客数 7 ]      |
| 2007年（平成19年）  |                     |                     | 265                 | [ 利用客数 8 ]      |
| 2008年（平成20年）  |                     |                     | 265                 | [ 利用客数 9 ]      |
| 2009年（平成21年）  |                     |                     | 257                 | [ 利用客数 10 ]     |
| 2010年（平成22年）  |                     |                     | 240                 | [ 利用客数 11 ]     |
| 2011年（平成23年）  |                     |                     | 244                 | [ 利用客数 12 ]     |
| 2012年（平成24年）  | 39                  | 187                 | 227                 | [ 利用客数 13 ]     |
| 2013年（平成25年）  | 40                  | 197                 | 237                 | [ 利用客数 14 ]     |

## 駅周辺
周辺には住友大阪セメントの五日町サービスステーションや五日町スキー場、教育機関が若干数所在する。
当駅周辺は三国街道の五日町宿となっていた。

## バス路線
越後交通グループの南越後観光バスが運行する路線バス、および南魚沼市のコミュニティバス「市民バス」が当駅周辺を経由する。
五日町駅前
当駅前に位置する。
- 野田方面／八海中学校方面[5]

五日町
駅から500メートルほど西の国道17号沿いに位置する。
- 六日町駅方面／浦佐駅・小出駅方面[6][7]

五日町駅角
当駅前に位置し、市民バスが発着する。
- ■ 大巻・泉コース[8]

## 隣の駅
東日本旅客鉄道（JR東日本）
■上越線
六日町駅 - 五日町駅 - 浦佐駅

### 記事本文